# Giovanni Battista Caruso
Giovanni Battista Caruso (Polizzi Generosa, 1673 – Polizzi Generosa, 1724) è stato uno storico italiano.

## Biografia
Viaggiò per l'Italia e la Francia (1700-1701). A Roma conobbe l'erudito siciliano Giuseppe Maria Tomasi e in Francia entrò in contatto con i benedettini della Congregazione di San Mauro, soprattutto Jean Mabillon,  che lo spinse a dedicarsi alle ricerche sulla storia siciliana. L'influenza esercitata dai metodi del Tomasi e del Mabillon sull'attività del Caruso è decisiva. Le sue Memorie istoriche (vol. 1º, 1716; voll. 2º-5º, post., 1737-45) e le Historiae saracenico-siculae varia monumenta (1720), sono opere pregevoli per la ricchezza dell'erudizione. L'opera maggiore del Caruso è la Bibliotheca historica Regni Siciliae (2 voll., 1723). «L’opera si rifaceva a tutta una tradizione antiquaria che risaliva per la Sicilia agli inizi del secolo precedente, allorché Rocco Pirri aveva raccolto i documenti della storia isolana dopo la dominazione saracena e gli atti delle chiese e dei monasteri, mentre Filippo Paruta aveva dato vita, col proprio lavoro, alla scuola numismatica siciliana.»

## Opere (selezione)
- (LA) Giovanni Battista Caruso, Historiae Saracenico-Siculae varia monumenta. Quibus accedit breviarium historico-criticum, Panormi, Franciscus Ciche, 1720. URL consultato il 25 novembre 2019.
- (LA) Giovanni Battista Caruso, Bibliotheca historica Regni Siciliae, vol. 1, Panormi, Franciscus Ciche, 1723. URL consultato il 25 novembre 2019.
- (LA) Giovanni Battista Caruso, Bibliotheca historica Regni Siciliae, vol. 2, Panormi, Franciscus Ciche, 1723. URL consultato il 25 novembre 2019.